# Lady Antebellum (album)
Lady Antebellum - debiutancki album amerykańskiego zespołu country Lady Antebellum, wydany 15 kwietnia 2008 roku. Główny singel, "Love Don't Live Here", ukazał się pod koniec 2007 roku, zajmując 3. miejsce listy Billboard Hot Country Songs w maju 2008 roku. Drugi singel, "Lookin' for a Good Time", został wydany miesiąc później i uplasował się na 11. pozycji tego samego zestawienia. "I Run to You", kolejny singel z Lady Antebellum, dotarł na szczyt Hot Country Songs, stając się pierwszym utworem w twórczości grupy, który tego dokonał.
Album zadebiutował na 1. miejscu listy Top Country Albums, a także na 4. pozycji Billboard 200, rozchodząc się w ciągu pierwszych siedmiu dni w 42.000 kopii. Lady Antebellum była jednocześnie pierwszą płytą debiutującego zespołu w historii, która uplasowała się na szczycie Top Country Albums w premierowym tygodniu. 
Lady Antebellum uzyskał w Stanach Zjednoczonych platynowy status za sprzedaż powyżej miliona egzemplarzy.
Lady Antebellum nominowany był do nagrody Academy of Country Music w kategorii album roku.

## Lista utworów
1. "Love Don't Live Here" (Dave Haywood, Charles Kelley, Hillary Scott) – 3:50
2. "Lookin' for a Good Time" (Haywood, Kelley, Scott, Keith Follesé) – 3:07
3. "All We'd Ever Need" (Haywood, Kelley, Scott) – 4:40
4. "Long Gone" (Victoria Shaw, Scott, K. Follesé, Adrienne Follesé) – 3:34
5. "I Run to You" (Haywood, Kelley, Scott, Tom Douglas) – 4:16
6. "Love's Lookin' Good on You" (Shaw, Jason Deere, Matt Lopez) – 3:21
7. "Home Is Where the Heart Is" (Haywood, Kelley, Scott, Shaw) – 3:45
8. "Things People Say" (Haywood, Kelley) – 3:50
9. "Slow Down Sister" (Haywood, Kelley, Shaw, Jason "Slim" Gambill) – 3:06
10. "Can't Take My Eyes Off You" (Haywood, Kelley, Scott) – 4:45
11. "One Day You Will" (Haywood, Kelley, Scott, Clay Mills) – 4:30
12. "Emily" – 3:59 (iTunes only bonus track)

## Pozycje na listach
| Lista (2008-2009)                 | Najwyższa pozycja |
| --------------------------------- | ----------------- |
| U.S. Billboard Top Country Albums | 1                 |
| U.S. Billboard 200                | 4                 |
| Canadian Top 50 Country Albums    | 3                 |
| Canadian Albums Chart             | 30                |